# شارا جيلو
شارا جيلو (بالإنجليزية: Shara Gillow) (و. 1987  م) هي دراجة أسترالية، شاركت في الألعاب الأولمبية الصيفية 2012، ودورة ألعاب الكومنولث 2014.

## سجل الفوز

### سباقات أو مراحل فاز بها
| التاريخ        | السباق                                                    | المركز                                          |
| -------------- | --------------------------------------------------------- | ----------------------------------------------- |
| 14 أغسطس 2009  | 2009 La Route de France                                   | السابع في تصنيف أفضل شاب                        |
| 13 سبتمبر 2009 | 2009 Chrono Champenois–Trophée Européen                   | التاسع في التصنيف العام                         |
| 11 يوليو 2010  | طواف إيطاليا للسيدات 2010                                 | الثالث في تصنيف أفضل شاب                        |
| 11 يناير 2011  | بطولة أستراليا لسباق الدراجات ضد الزمن للسيدات 2011       | الفائز في التصنيف العام                         |
| 17 مارس 2011   | 2011 Oceania Road Cycling Championships Women ITT         | الفائز في التصنيف العام                         |
| 19 مارس 2011   | 2011 Oceania Road Cycling Championships Women RR          | الفائز في التصنيف العام                         |
| 10 يوليو 2011  | طواف إيطاليا للسيدات 2011                                 | العاشر في تصنيف النقاط، التاسع في التصنيف العام |
| 24 يوليو 2011  | سباق تورينجيا للسيدات 2011                                |                                                 |
| 11 سبتمبر 2011 | 2011 Chrono Champenois–Trophée Européen                   | السابع في التصنيف العام                         |
| 10 يناير 2012  | بطولة أستراليا لسباق الدراجات ضد الزمن للسيدات 2012       | الفائز في التصنيف العام                         |
| 26 فبراير 2012 | Women's Tour of New Zealand 2012                          |                                                 |
| 16 مارس 2012   | 2012 Oceania Road Cycling Championships Women ITT         | الفائز في التصنيف العام                         |
| 17 مارس 2012   | 2012 Oceania Road Cycling Championships Women RR          |                                                 |
| 09 يناير 2013  | بطولة أستراليا لسباق الدراجات ضد الزمن للسيدات 2013       | الفائز في التصنيف العام                         |
| 21 يوليو 2013  | سباق تورينجيا للسيدات 2013                                |                                                 |
| 08 يناير 2014  | بطولة أستراليا لسباق الدراجات ضد الزمن للسيدات 2014       |                                                 |
| 20 فبراير 2014 | 2014 Oceania Road Cycling Championships Women U19 ITT     | الفائز في التصنيف العام                         |
| 21 فبراير 2014 | 2014 Oceania Road Cycling Championships Women ITT         | الفائز في التصنيف العام                         |
| 22 فبراير 2014 | 2014 Oceania Road Cycling Championships Women RR          |                                                 |
| 22 فبراير 2014 | 2014 Oceania Road Cycling Championships Women U19 RR      |                                                 |
| 08 يناير 2015  | بطولة أستراليا لسباق الدراجات ضد الزمن للسيدات 2015       | الفائز في التصنيف العام                         |
| 10 يناير 2015  | سباق الطريق للسيدات في بطولة أستراليا لركوب الدراجات 2015 |                                                 |
| 01 يناير 2016  | 2016 Gracia-Orlová                                        |                                                 |
| 07 يناير 2016  | بطولة أستراليا لسباق الدراجات ضد الزمن للسيدات 2016       |                                                 |
| 05 يناير 2017  | سباق الزمن للسيدات في بطولة أستراليا لركوب الدراجات 2017  |                                                 |
| 06 أغسطس 2017  | Tour de Charente-Maritime féminin 2017                    | الفائز في التصنيف العام                         |
| 05 يناير 2018  | بطولة أستراليا لسباق الدراجات ضد الزمن للسيدات 2018       |                                                 |

## روابط خارجية
- شارا جيلو على موقع الاتحاد الدولي للدراجات (الإنجليزية)
- شارا جيلو على موقع أرشيف الدراجات (الإنجليزية)
- شارا جيلو على موقع إحصائيات الدراجات الإحترافية (الإنجليزية)
- شارا جيلو على موقع نسبة الدراجات (الإنجليزية)
- شارا جيلو على موقع CycleBase (الإنجليزية)
- شارا جيلو على موقع أوليمبيديا (الإنجليزية)
- شارا جيلو على موقع اللجنة الأولمبية الأسترالية (الإنجليزية)
- شارا جيلو على موقع اتحاد ألعاب الكومنولث (مؤرشف) (الإنجليزية)